# Vanellus coronatus
La pavoncella coronata (Vanellus coronatus, Boddaert, 1783), è un uccello della famiglia dei Charadriidae.

## Sistematica
Vanellus coronatus ha tre sottospecie:
- Vanellus coronatus coronatus
- Vanellus coronatus demissus
- Vanellus coronatus xerophilus

## Distribuzione e habitat
La sottospecie V. c. coronatus vive tra l'Etiopia e il Sudafrica, specialmente in Etiopia, Repubblica Democratica del Congo, Zambia e Sudafrica. V. c. demissus è endemico della Somalia. V. c. xerophilus vive in Africa sudoccidentale (Angola, Namibia, Botswana, Zimbabwe e Sudafrica).